# Eussanzio
Eussantio (in greco antico: Εὐξάντιος?, Euxàntios o in greco antico: Εὐξάνθιος?, Euxànthios) è un personaggio della mitologia greca. Fu re dell'isola di Ceo.

## Genealogia
Figlio del re Minosse e di una telchina chiamata Dessitea (o Dessinoe).
Una fonte lo indica come padre di Mileto e un'altra di Eussantide.

## Mitologia
Sua madre (l'unica ad essere risparmiata dagli dèi quando sterminarono il popolo dei Telchini assieme a Macelo), conobbe Minosse sull'isola di Ceo dove questi era in viaggio e dopo essere divenuta una delle sue consorti, diede alla luce il piccolo Eussantio a cui spettò il trono dell'isola.
Eussantio, riferendosi all'uccisione dei Telchini, disse di aver temuto la guerra con Zeus e con Poseidone ed aggiunse che in quella guerra gli dei mandarono un'intera terra e la sua gente nel Tartaro.
In seguito non condivise il proprio potere con il sistema talassico del padre essendo esclusivamente interessato al proprio dominio isolano.
In un'altra annotazione viene asserito come capostipite degli Eussantidi.